# Estación de Saint-Augustin
Saint-Augustin es una estación de la línea 9 del metro de París situada en el 8.º distrito de la ciudad.
A través de ella, es posible llegar gracias a un largo pasillo hasta la estación de Saint-Lazare enlazando así con la 14. También sería posible enlazar con otras tres líneas de metro, aunque la RATP sólo señaliza el transbordo a la línea 14 dado que para las demás líneas existen otros enlaces, a través de estaciones vecinas, que son mucho más cortos.
Una vez en Saint-Lazare más pasillos permiten llegar a la estación de tren homónima y a la estación de Haussmann - Saint-Lazare que ejerce de terminal oeste de la línea E del RER.

## Historia
La estación fue inaugurada el 27 de mayo de 1923.
Por su parte, el pasillo de interconexión con la 14 es mucho más reciente ya que data del año 2003.
Situada cerca de la Iglesia Saint-Augustin, la estación debe su nombre a San Agustín.

## Descripción
La estación se compone de dos andenes laterales de 75 metros de longitud y de dos vías. Uno de los dos andenes es anormalmente ancho debido a que inicialmente la estación disponía de una tercera vía a través de la cual se pretendía prolongar la línea 9, en línea recta, hacía la Porte des Ternes. Descartado el proyecto la vía fue cubierta y convertida en andén.
La estación está diseñada en bóveda elíptica revestida completamente de los clásicos azulejos blancos biselados del metro parisino.
Su iluminación ha sido renovada empleando el modelo vagues (olas) con estructuras casi adheridas a la bóveda que sobrevuelan ambos andenes proyectando la luz en varias direcciones.
La señalización por su parte usa la tipografía CMP donde el nombre de la estación aparece sobre un fondo de azulejos azules en letras blancas. Por último, los asientos son de color naranja, individualizados y de tipo Motte.